# 평촌역 (진주)
평촌역(Pyeongchon station, 坪村驛)은 대한민국 경상남도 진주시 이반성면에 있었던 경전선의 철도역이다. 2012년 10월 23일에 마산-진주 간 복선화로 인해 폐역되었다.
2011년 7월 1일부터 폐역 이전까지 서울과 순천으로 오가는 무궁화호 열차를 제외한 경전선의 모든 열차가 하루 10왕복 운행되었다.

## 연혁
- 1925년 6월 15일 : 배치간이역으로 영업 개시[1]
- 1970년 2월 20일 : 보통역으로 승격, 역사 신축 준공[2]
- 1976년 7월 10일 : 화물 취급 중지[3]
- 1977년 5월 16일 : 소화물 취급 중지[4]
- 1997년 6월 1일 : 배치간이역으로 격하[5]
- 2003년 12월 15일 : 역사 개축
- 2004년 12월 10일 : 무배치간이역으로 격하[6]
- 2012년 10월 23일 : 경전선 마산-진주 복선비전철 개통에 따라 폐역